# Milos Malenović
Milos Malenović (Suiza, 14 de enero de 1985) es un futbolista suizo. Juega de delantero y su actual equipo es el Neuchâtel Xamax FC.

## Carrera
Milos Malenović debutó en el Grasshopper-Club Zürich en 2003, donde no tuvo gran éxito, ya que solo convirtió un gol.
En la temporada 2004-2006 jugó para el FC Wohlen, donde metió 51 goles. En la temporada 2006-2007, estuvo en el FC St. Gallen y desde 2007 juega para el Neuchâtel Xamax FC como delantero.

## Clubes
| Club                    | País  | Año       |
| ----------------------- | ----- | --------- |
| Grasshopper-Club Zürich | Suiza | 2003-2004 |
| FC Wohlen               | Suiza | 2004-2006 |
| FC St. Gallen           | Suiza | 2006-2007 |
| Neuchâtel Xamax         | Suiza | 2007-     |

- Datos: Q142422